# Frank Crisp
Frank Crisp (Londra, 25 ottobre 1843 – Henley-on-Thames, 29 aprile 1919) è stato un avvocato britannico.

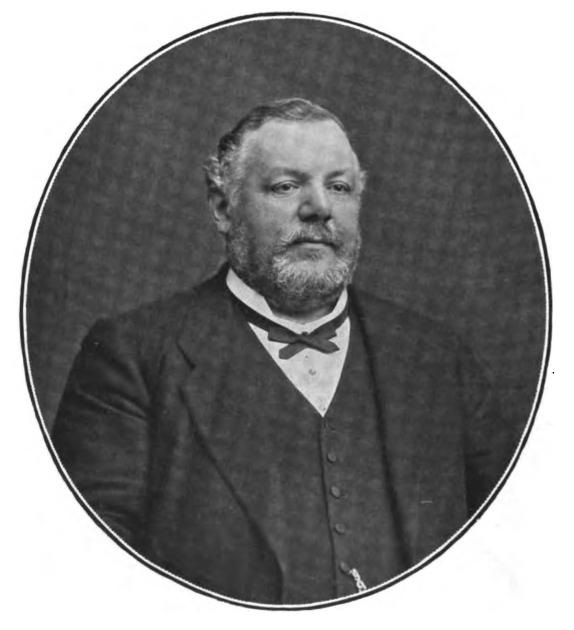
Sir Frank Crisp, primo Baronetto di Bungay

Grande appassionato di botanica, orticultura ed entusiasta microscopista, Crisp era membro sia della Linnean Society of London, sia della Royal Microscopical Society. Fu molto generoso nel supportare quest'ultima organizzazione, elargendo denaro, e fornendo libri e strumenti.

## Biografia

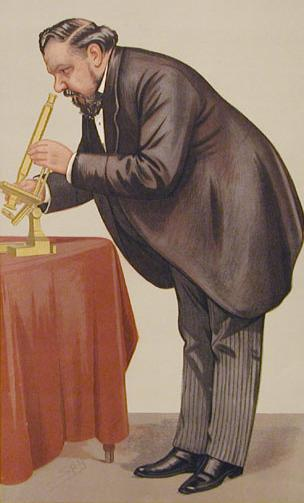
Frank Crisp, ritratto da Leslie Ward, 1891.

Frank Crisp nacque a Londra il 25 ottobre 1843. Sua madre morì quando lui aveva tre anni e quindi egli venne cresciuto dal nonno materno, John Filby Childs. Decise di studiare Legge quando aveva sedici anni. Frequentò la University of London, conseguendo il titolo di Bachelor of Arts nel 1864 e laureandosi nel 1865. Nel 1867 sposò Catherine Howes. Il nome di Catherine Crisp venne presentato alle elezioni per l'ammissione alla Linnean Society il 17 novembre 1904, insieme a quello di 15 altre donne, e la signora Crisp divenne membro della Society.
Crisp iniziò ad esercitare la professione di avvocato nel 1869 e presto si fece una buona reputazione, prendendo parte a numerose cause legali e importanti contratti commerciali. Nel 1871 entrò a far parte del prestigioso studio legale Ashurst & Morris. Tra i suoi clienti figuravano varie compagnie straniere del settore ferroviario e la Marina imperiale giapponese, e redasse il contratto per il taglio del diamante Cullinan.
Essendo stato in precedenza nominato Knight Bachelor il 16 dicembre 1907, Crisp divenne Baronetto il 5 febbraio 1913 per i suoi servigi come consulente legale del Partito Liberale.
Nel 1889, acquistò Friar Park a Henley-on-Thames, una proprietà terriera dove costruì una sfarzosa residenza da 120 stanze in stile neogotico-vittoriano. Essendo un appassionato orticultore, creò qui dei giardini spettacolari, incluso un giardino di rocce alpine con una replica in scala di circa 6 metri del Cervino. Pubblicò anche un approfondito saggio sul giardinaggio medievale intitolato Mediaeval Gardens. Crisp commissionò inoltre a Henry Ernest Milner il design dei giardini di Friar Park, fontane e specchi d'acqua annessi. Il suo ampio ventaglio di interessi comprendeva anche la botanica, il giardinaggio, la storia naturale, e la microscopia (la scienza del microscopio). Queste sue passioni, unite a un temperamento eccentrico, lo portarono a svolgere anche varie attività di filantropia; spesso i cancelli di Friar Park venivano aperti al pubblico e Crisp metteva a disposizione il parco della proprietà in occasione dell'annuale fiera dell'orticultura di Henley-on-Thames. Quando la chiesa del paese venne ristrutturata nel 1907, Crisp contribuì generosamente come finanziatore.
Sir Frank Crisp morì il 29 aprile 1919 all'età di 75 anni. Venne sepolto nel cimitero della chiesa di St. Mary's a Henley-on-Thames.

## Lascito
L'ex-Beatle George Harrison acquistò Friar Park nel gennaio 1970. Colpito dalla personalità eccentrica del precedente proprietario e dalla bellezza dei giardini da lui creati, egli scrisse una canzone in omaggio a Crisp intitolata Ballad of Sir Frankie Crisp (Let It Roll), che apparve sull'album All Things Must Pass del 1970 e successivamente fornì il titolo per la sua raccolta di successi Let It Roll: Songs by George Harrison pubblicata nel 2009. In aggiunta, il singolo Ding Dong, Ding Dong del 1974 contiene la strofa: «Ring out the old, ring in the new / Ring out the false, ring in the true», presa da una delle numerose iscrizioni lasciate da Crisp nella casa e nei dintorni della stessa. A sua volta Crisp aveva preso le frasi dalla sezione Ring Out, Wild Bells del poema In Memoriam di Alfred Tennyson. Anche il titolo e il testo di un'altra canzone di Harrison, The Answer's at the End, si ispirano alle iscrizioni di Frank Crisp: «Scan not a friend with a microscopic glass / You know his faults, now let his foibles pass / Life is one long enigma, my friend / So read on, read on, the answer's at the end.» Infine, Crisp è inserito nelle note interne dell'album del 1974 Dark Horse di Harrison, accreditato come fonte di ispirazione.